# 欧巴济讷
欧巴济讷（法語：Aubazines，亦作，法語發音：[obazin]）是法国科雷兹省的一个市镇，位于该省西部，属于布里夫拉盖亚尔德区。

## 地理
欧巴济讷（45°10'27"N, 1°40'12"E）面积14.1 平方千米，位于法国新阿基坦大区科雷兹省，该省份为法国中南部省份，北起上维埃纳省和克勒兹省，西接多爾多涅省，南至洛特省，东临多姆山省和康塔爾省。
与欧巴济讷接壤的市镇（或旧市镇、城区）包括：勒沙斯唐、科尔尼勒、达尼亚、帕拉赞日、圣伊莱尔佩鲁。

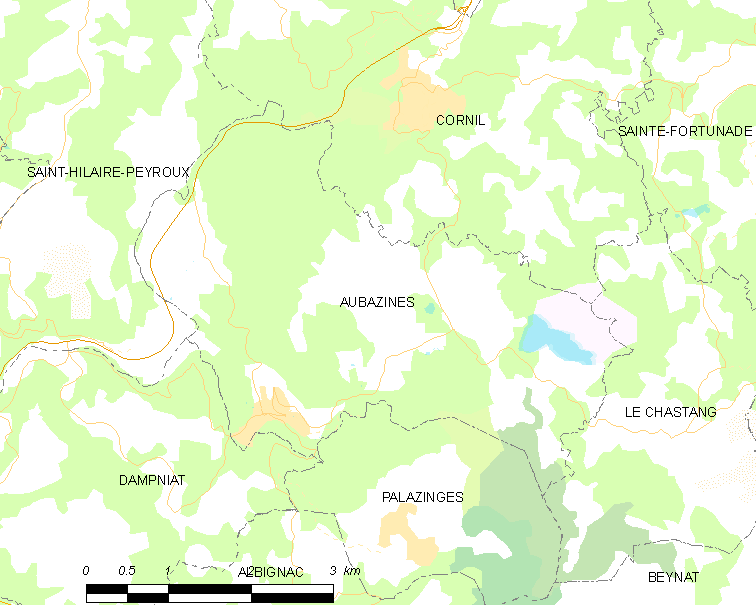
欧巴济讷的OSM定位图

欧巴济讷的时区为UTC+01:00、UTC+02:00（夏令时）。

## 行政
欧巴济讷的邮政编码为19190，INSEE市镇编码为19013。

## 政治
欧巴济讷所属的省级选区为科雷兹南部县。

## 人口

1962-2008年间欧巴济讷人口变化图示

欧巴济讷于2022年1月1日时的人口数量为860人。